# Верхняя Омра (посёлок)
Верхняя Омра— посёлок в муниципальном районе «Сосногорск» городского поселения Войвож Республики Коми.

## Этимология
Название поселения происходит от реки Верхняя Омра. В свою очередь гидроним Верхняя Омра, так же как и Нижняя Омра, имеет финно-угорское происхождение, так на коми омра означает «растение семейства зонтичных (дудник, дягиль)».

## Географическое положение
Посёлок расположен в 25 км от центра городского поселения посёлка Войвож.

## Климат
Климат характеризуется как континентальный. Средняя месячная температура самого холодного месяца — января — 16,5-18,0 °C. Средняя месячная температура самого тёплого месяца — июля +15,0-16,0 °C. Абсолютный максимум +35 °C. Продолжительность зимнего периода около 6 месяцев — с середины октября до середины апреля. Устойчивые морозы наступают в начале ноября и прекращаются в конце марта. Максимальная глубина сезонного промерзания грунта — 2 м. Устойчивый снежный покров образуется в последней декаде октября и держится до конца апреля.

## История
Возник после открытия в 1948 нефтяного месторождения на р. Верхней Омре. В списке 1956 — посёлок в Нижнеомринском поселковом совете Троицко-Печорского района. В 1970 здесь жили 1059 человек, в 1979—839 человек. 15 апреля 1980 передан в ведение Войвожского поселкового совета. В 1989 в Верхней Омре было 524 человека, в 2000—242 человека.

## Население
Постоянное население 178 чел. (2002), в том числе русские 68 %. В 2010 году — 39 чел.